# Lamar (Nebraska)
Lamar je selo u američkoj saveznoj državi Nebraska. Prema popisu stanovništva iz 2010. u njemu je živjelo 23 stanovnika.